# Freefly
O FreeFly foi inventado em 1991 em Vero Beach, Florida. Olav Zipser foi o para-quedista alemao que o inventou, saltando de cabeça para baixo e fazendo várias manobras.
O Freefly também está entre as mais novas modalidades do pára-quedismo, e assim como no Freestyle, a queda livre é realizada tridimensionalmente, ou seja, em todas as direções. As manobras básicas são de cabeça para baixo (head down), sentado (sit), de pé (stand), de costas (back), de barriga para baixo (belly). 
Os times são formados por três atletas, onde o "cameraman" (cinegrafista) aparece como figura importante, pois a criatividade nas filmagens também conta no julgamento.
As velocidades nesse tipo de queda aumentam consideravelmente, e chegam a cerca de 400 km/h, estando entre os esportes mais rápidos do mundo. Nas outras modalidades, a velocidade fica na média de 200 km/h. A alta velocidade e a proximidade dos atletas pode ser muito perigoso caso haja colisão.
As competições são realizadas por equipes compostas por três freeflyers, sendo que dois ficam encarregados de executar as manobras diante do cameraman que também participa do salto e registra tudo numa câmera montada em seu capacete. Após o pouso, as imagens são enviadas aos juízes que dão as notas baseadas nas dificuldades das manobras executadas e a impressão que elas causaram.
Tudo conta para que os juízes possam avaliar um bom salto. As notas são divididas por dois grupos: o técnico e o artístico, sendo que no primeiro são observadas as dificuldades e a precisão das manobras e no segundo avaliando-se a impressão visual, expressão corporal, o ângulo de enquadramento e a qualidade geral das imagens geradas.
No freefly tudo é realizado com muita descontração e adrenalina, mas também com muita segurança, utilizando-se dispositivos de abertura automática dos equipamentos e altímetros sonoros.

## Galeria de fotos

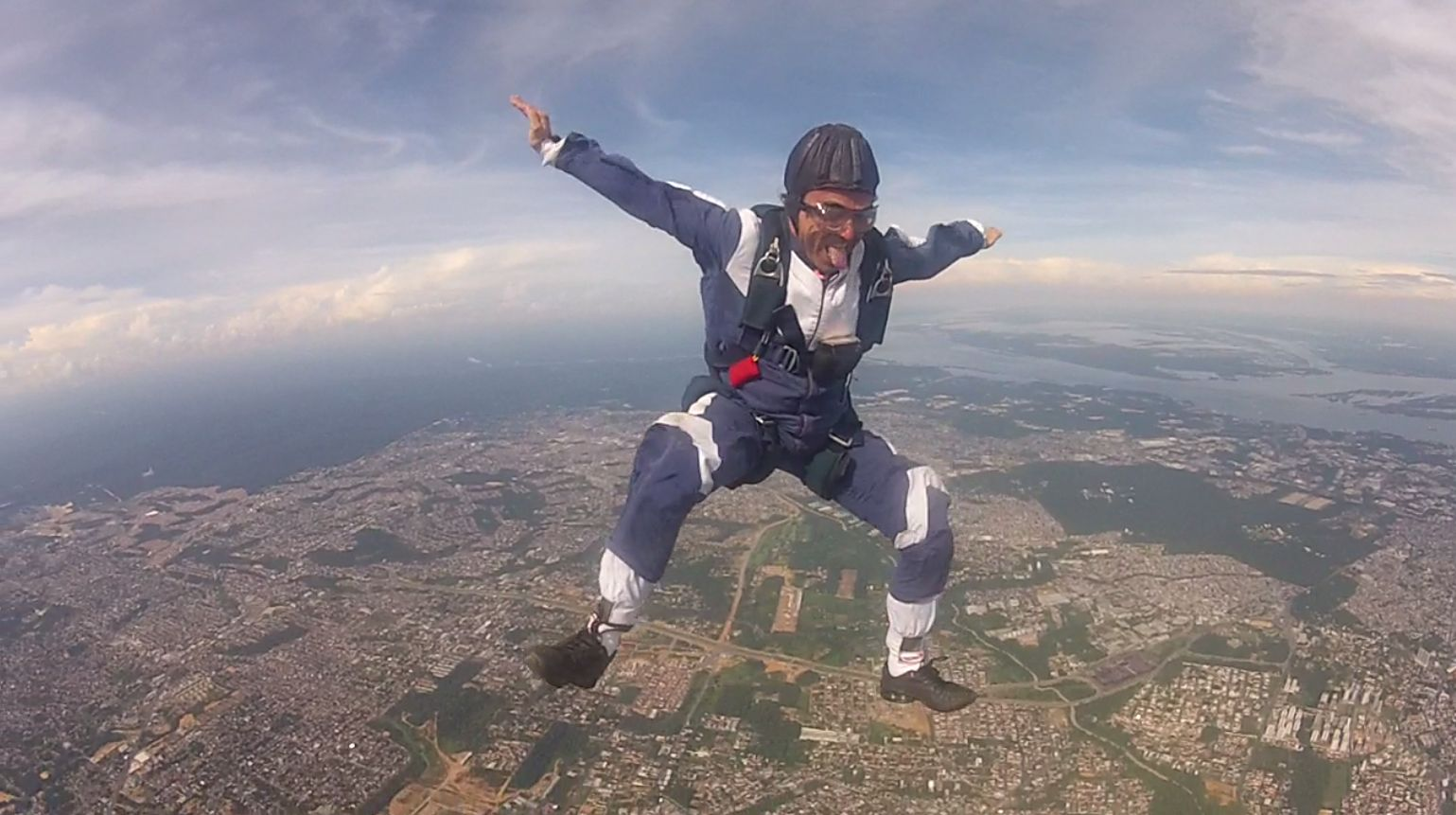
Freefly (Manaus-Brasil).
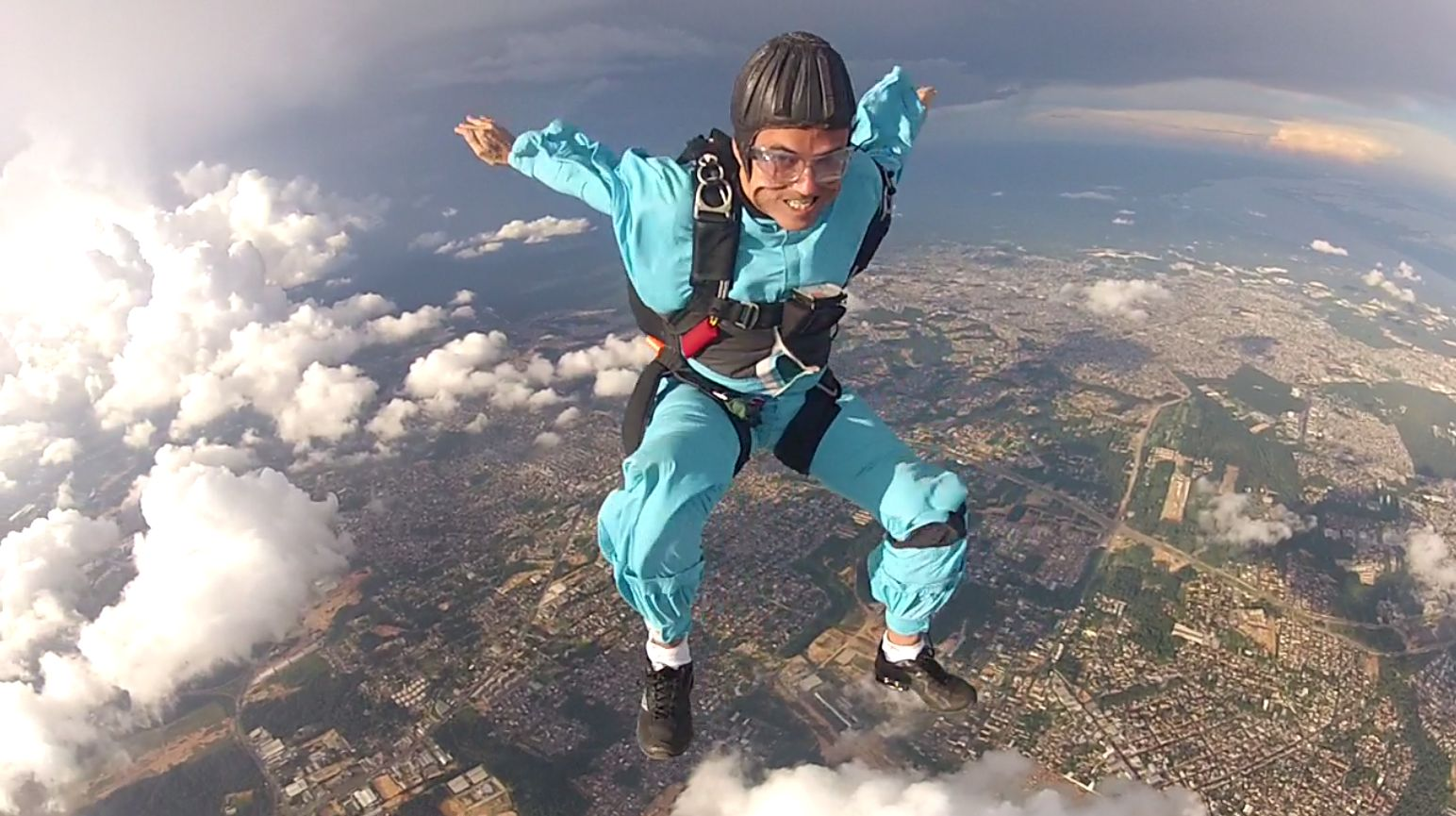
Freefly (Manaus-Brasil).
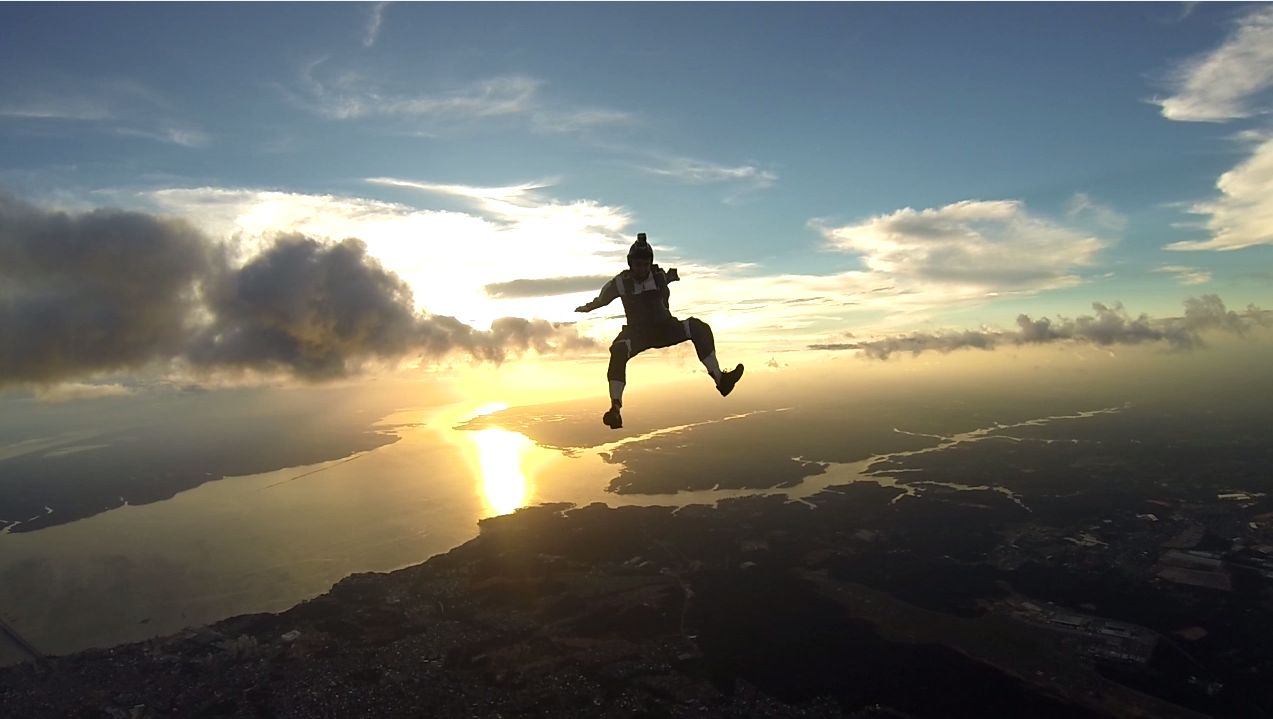
Freefly (Manaus-Brasil).